# Samoter See
Der Samoter See ist ein See auf dem Gebiet der Gemeinden Alt Schwerin, Landkreis Mecklenburgische Seenplatte, und Plau am See, Landkreis Ludwigslust-Parchim in der Mecklenburgischen Seenplatte.

## Lage
Das Gewässer hat eine Größe von 30,6 Hektar und liegt auf 61,6 m ü. NHN. Die maximale Ausdehnung des länglichen, sich nach Süden verbreiternden Sees beträgt 840 Meter mal 440 Meter. Er liegt im Süden des Naturparks Nossentiner/Schwinzer Heide und im Naturschutzgebiet Nordufer Plauer See. Die Unterschutzstellung erfolgte wegen der Nutzung des Sees als Nahrungs- und Brutgebiet zahlreicher Vogelarten.
Der See ist komplett von Wald umgeben. An seinem Südufer mit Verlandungssaum liegt das Ziegeleibruch, eine vermoorte Niederung zum rund 1000 Meter entfernten Plauer See, durch die ein Entwässerungsgraben führt. Die Mecklenburgische Südbahn und die Bundesstraße 192 queren das Erlenbruch. Der Name Ziegeleibruch kommt von den Torfstichen der 1847 gegründeten nahen Glashütte, heute ein Ortsteil von Alt Schwerin, die bis 1901 so genanntes Mecklenburgisches Waldglas – besonders durch Kinderarbeit – produzierte.
Am Nordufer des Samoter Sees befindet sich ein Verlandungsmoor zum ehemaligen Rohrsee, der vor 200 Jahren noch eine offene Wasserfläche besaß. Dieser Uferbereich wird forstlich nicht genutzt, sodass sich ein von menschlichen Eingriffen ungefährdeter Röhrichtsaum und Erlenbruch entwickeln konnte.
Die West- und Ostufer liegen etwas erhöht über dem Wasserspiegel, hier führen Wege am Ufer entlang, auch ein Naturlehrpfad des Naturparks. Im Osten, zwischen Samoter See und Plumsee, befinden sich einige Häuser. 